# Rodolfo Caroli

Rodolfo Caroli (Roma, Itália, 16 de dezembro de 1869 – La Paz, Bolívia, 25 de janeiro de 1921) foi um prelado italiano da Igreja Católica que serviu na Diocese de Roma, foi bispo de Ceneda por quatro anos e depois arcebispo e núncio apostólico por outros quatro anos antes de morrer.

## Biografia
Rodolfo Caroli nasceu em 16 de dezembro de 1869 em Roma. Foi ordenado sacerdote da Diocese de Roma em 1º de abril de 1893.
Ele fazia parte da equipe do Dicastério para os Institutos de Vida Consagrada e Sociedades de Vida Apostólica e era reitor do Pontifício Seminário Lombardo quando, em 28 de julho de 1913, o Papa Pio X o nomeou Bispo de Ceneda.
Ele recebeu sua consagração episcopal em 19 de outubro de 1913 do Cardeal Gaetano de Lai.
Em 28 de abril de 1917, o Papa Bento XV o nomeou Internúncio Apostólico na Bolívia e arcebispo titular de Tiro. Lá, ele fundou uma sociedade para promover vocações, ganhou financiamento governamental para quatro vagas no Collegio Pio Latino Americano em Roma e viajou pelo país "usando amplamente meios primitivos e muitas vezes se colocando em certos perigos". Ele criticou os seminários e pediu reformas maiores do que aquelas recomendadas por uma revisão externa.
Caroli morreu em La Paz de uma doença não diagnosticada em 25 de janeiro de 1921, aos 51 anos.